# Philippinische Badmintonmeisterschaft 1962
Die Philippinische Badmintonmeisterschaft 1962 fand in Manila statt. Es war die 14. Austragung der nationalen Titelkämpfe der Philippinen im Badminton.

## Titelträger
| Disziplin    | Sieger                  |
| ------------ | ----------------------- |
| Herreneinzel | Sy Khim Piao            |
| Dameneinzel  | nicht ausgetragen       |
| Herrendoppel | Keng See Ching Yan Hang |
| Damendoppel  | nicht ausgetragen       |
| Mixed        | nicht ausgetragen       |